# Olajszőkítés
Az olajszőkítés egy olyan eljárás, melynek során az üzemanyagként való használatra alkalmatlanná tett gázolajból kémiai úton használhatót állítanak elő. Az olajszőkítés a rendszerváltás utáni Magyarország egyik legjobban jövedelmező illegális „üzletága” volt. A becslések szerint az 1990-es években több százmilliárd forint kárt okozott az államháztartásnak. Az „olajos ügyek” 1991-1992-ben ütötték fel fejüket, de nagyobb számban 1993-tól jelentkeztek. 2000-ben az olajbizottságnak nevezett országgyűlési vizsgálóbizottság igyekezett feltárni a korrupciós tényeket, de a munkája eredménytelenül zárult.

## A szőkítés előtt
Az 1970-es évek elején, a két olajválság előtt, a gépjárművek üzemanyagaként leggyakrabban használatos finomított kőolajtermékek (benzin és gázolaj) ára alacsony volt. A földgáz vezetékek kiépítése előtt a magyar lakosság a háztartások jelentős részében a fa és a szén mellett a lakóépületek fűtését számottevő arányban háztartási tüzelőolajjal (HTO) oldotta meg. A kibontakozó olajárrobbanás az 1980-as évekre Magyarországon is éreztette a hatását. A rajta lévő állami támogatás miatt a HTO-t jelentősen olcsóbban, a vele teljesen azonos összetételű gázolajhoz képest akár a feléért-harmadáért lehetett megvásárolni. A HTO után nem kellett fogyasztási adót fizetni (23 forint) és csupán 10% ÁFA terhelte, míg a gázolajat 25%. Ebből adódóan sokan HTO-t vásároltak és azt töltötték a járműveikbe is.

## A ferrocén és a szőkítés
1992-ben egy kormányrendelet írta elő: a fűtőolajat adalékanyaggal színezni kell. Erre a ferrocén nevű vegyületet használták, amely pirosra festette az olajat. A ferrocén hozzáadásával megszínezett tüzelőolaj alkalmatlanná vált arra, hogy gépjárművek üzemanyagaként használni lehessen, ugyanis ebben a mennyiségben tönkretette a motort. (Elméletben, de a valóságban a piros olajjal is tökéletesen működtek a motorok, sokan használták üzemanyagként is, mivel olcsóbb volt, mint a gázolaj.) A fűtőolajként behozott termékeket a vámkezelésnél kellett volna színezni, ami lehetőséget adott a visszaélésekre. Ha a vámost sikerült megvesztegetni, a szállítmányt további beavatkozás nélkül az értékesebb gázolajként értékesíthették.
Amennyiben a festék már bekerült az olajba, savazással közömbösítették: a kénsav, mészhidrát és más vegyszerek hatására a gázolaj visszanyerte eredeti színét - ez volt az ún. olajszőkítés. Időközben ráadásul fokozottan nőtt a HTO és a dízelolaj ára közötti különbség. A csúcs 1994-ben volt, akkor literenként 44 forint volt. A szőkítőknek ez kis befektetés volt és rendkívül nagy haszon, de az is előfordult, hogy - fiktív cégekről lévén szó - még az olaj vételárának a járulékait sem fizették ki.

## Lépések a szőkítés ellen
1993 augusztusában az Ipari és Kereskedelmi Minisztériumban operatív bizottságot hoztak létre a kialakult olajmaffia megfékezésére.
1995. január 1-jétől már csak jegyre adtak fűtőolajat. Sorszám hiányában a jegyeket könnyen hamisították. Ekkor a hivatalosan kiadott jegyek többszöröséért vettek fűtőolajat, és az 1994-1995-ös fűtési idényben 350 millió literrel több HTO-t igényeltek, mint amennyi a háztartások fűtéséhez szükséges volt.
1995-ben a Bokros-csomag bevezetésekor  88-Ft-ban egyesítették a tüzelőolaj és a dízelolaj árát. A lépés hasznosnak bizonyult, sokan felhagytak a szőkítéssel.
Ezután az üzlet a kőolajszármazékok importja lett. Azokért ugyanis kevesebb vámot kellett fizetni. Ezt már csak az igazán tőkeerős vállalkozások tudták teljesíteni, amelyek importengedélyt kaptak. Ezek a cégek orsóolajat, háztartási olajat, ipari olajat hoztak be és azokat dízelolajként adták el. Ehhez is a vámosokat kellett lefizetni.
Végül 1998-ban elrendelték, hogy a kőolajtermékeket is azonnal behajtandó jövedéki adó terhelje.
Ezek az intézkedések jelentős mértékben csökkentették az olajjal való visszaélés lehetőségeit.

## Parlamenti vizsgálóbizottság
2000 februárjában Pallag László kisgazda képviselő kezdeményezésére az Országgyűlés ad hoc bizottságot hozott létre az olajügyek és a kapcsolódó korrupciós ügyek feltárására. Június 8-án Nógrádi Zsolt, aki a Bács-Kiskun megyei olajmaffia tagjának vallotta magát, bizottsági meghallgatása során több vezető politikus és három parlamenti párt, továbbá a vám- és pénzügyőrség, illetve a rendőrség érintettségéről beszélt. Az olajmaffiával való együttműködéssel vádolta többek között Pintér Sándor belügyminisztert, volt országos rendőrfőkapitányt, Szabó Iván volt pénzügyminisztert és Lezsák Sándort, az MDF korábbi elnökét is. Bizonyítékok azonban nem kerültek elő, az érintettek pereket indítottak a tanúvallomást nyilvánosságra hozó Pallag ellen, amelyeket megnyertek.

## Ügyészségi vizsgálat
A Legfőbb Ügyészség 2000 márciusában nyilvánosságra hozott vizsgálati jelentése szerint 1991 és 1999 között a kőolajtermékek forgalmazása során 4300 bűncselekményt - hamisítás, csempészet, vámorgazdaság - követtek el. A perbe fogott 340 vádlott többségét börtönbüntetésre ítélték. A dokumentum szerint számos ügyben nem sikerült megtalálni az elkövetőt, és a bűnügyi hatóságok munkáját jogértelmezési problémák is nehezítették. Mind a mai napig kerülnek elő újabb és újabb információk, de végleg lezárni nem lehet az ügyet. Az olajügy egykori szereplői egymást tartják sakkban, és aki megpróbál borítani, az az egész rendszert veszélyezteti. Az olajozás nagyágyúi konspiratív okokból magyar festőkről nevezték el magukat. Rippl-Rónai volt Drobilich Gábor, Csontváry Kosztka Tivadar Portik Tamás, Radnai László pedig Lotz Károly néven szerepelt.